# Obnażenie z szat (szkoła El Greca)
Obnażenie z szat (hiszp. El expolio) – obraz olejny hiszpańskiego malarza pochodzenia greckiego Dominikosa Theotokopulosa, znanego jako El Greco.

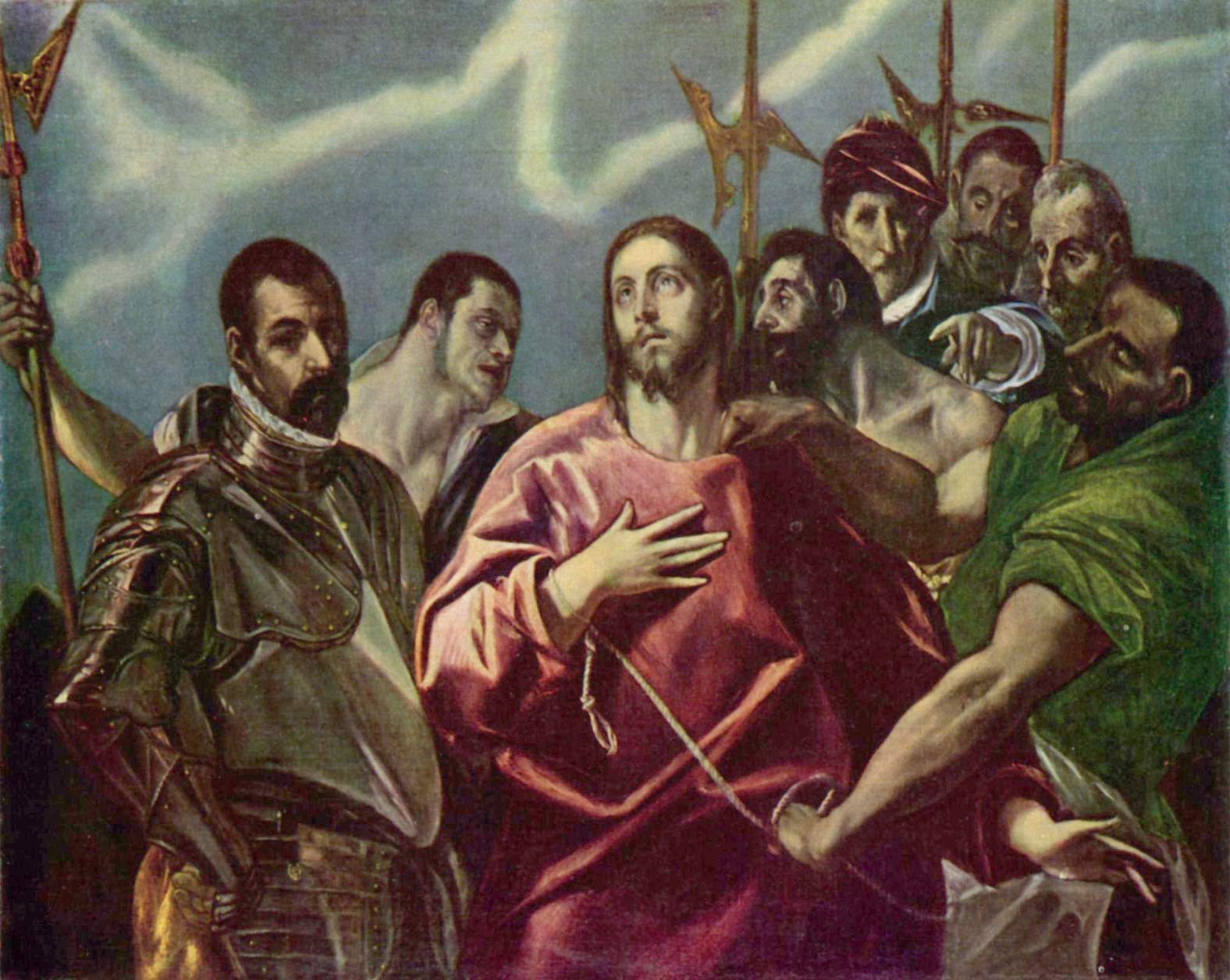
Obnażenie z szat wersja z muzeum w Budapeszcie.

Temat był bardzo rzadko podejmowany przez XVI-wiecznych malarzy. Być może tematyka miała nawiązywać do miejsca przeznaczenia obrazu (zakrystii) i do czynności jakie wykonuje tam kapłan. El Greco nie miał wzorców ikonograficznych, na których mógłby się wzorować, przez co kompozycję obrazu oparł na scenie z Pojmania Chrystusa. Obecnie znanych jest siedemnaście replik obrazu. Harold Wethey wymienia piętnaście wersji i dodatkowo cztery wersje ukazujące tylko górną połowę obrazu z czego tylko pięć prac wyszło spod pędzla artysty a pozostałe powstały w jego pracowni lub są kopią o gorszej jakości. Te pięć prac to wersje z Toledo, Monachium, z prywatnej kolekcji Cheramy (obecnie w Upton House, Gran Bretaña), z kolekcji Contini Bonacossi Collection (obecnie w Stanley Moss) i w Galerii Manfrin (Kolekcja Hugo Moser. Nowy Jork).

## Opis obrazu
Wersja z prywatnej kolekcji madryckiej klasyfikowana przez Wetheya jako szkoła El Greco, należy do Antes Colección. W 1689 była wymieniana w zbiorach Luisa Mendeza de Haro y Guzmán, a następnie w kolekcji księcia Alby. W XX wieku znajdował się w zbiorach Marqués de la Cenia w Palma; w 1940 roku obraz zakupiono do Collection Veri Isidoro Beeincua, następnie odziedziczyli ją bracia Delclaux z Bilbao. W 1963 obraz zakupuje Rafael Romero. W 1990 płótno zostało sprzedane na aukcji Edmunda Peel & Asociados w Madrycie i zakupione przez prywatnego kolekcjonera. Obraz jest w Hiszpanii, jest chroniony przez specjalną ustawę zabraniającą wywiezienia dzieła poza granice kraju.
Obraz jest nietypowy jak na prace El Greca. Przedstawione zostały jedynie postacie z pierwszego rzędu i starzec po prawej stronie; w sumie tylko osiem postaci i duże puste tło. Według Mayera (1926) tło zostało zamalowane. Bardzo podobna do niego jest wersja z budapeszteńskiego muzeum. Tam niebo zupełnie pozbawione jest chmur i jest raczej pustą nie ukończoną przestrzenią. Obraz znajdował się wcześniej w kolekcji Duret z Paryża. Wersja z Lyonu jest najbardziej zbliżona do wersji pełnopostaciowych np. z Toledo (Obnażenie z szat).